# Muscolo ileopsoas
Il muscolo ileopsoas (musculus iliopsoas) è un muscolo spesso e allungato, costituito da due ventri muscolari: il grande psoas e il muscolo iliaco che si uniscono distalmente per inserirsi al piccolo trocantere del femore. Il muscolo viene classificato, insieme al piccolo psoas, tra i muscoli interni del femore. È un muscolo che insieme ai paravertebrali sorregge il rachide lombare.

## Origine ed inserzione
- Il muscolo grande psoas è fusiforme e prende origine dalle arcate fibrose che uniscono le superfici laterali dei corpi delle prime quattro vertebre lombari e dell'ultima toracica e dai dischi intervertebrali interposti. Origina inoltre dai processi costiformi delle prime quattro vertebre lombari, determinando così due strati, uno anteriore e uno posteriore, tra i quali è posto il plesso lombare. I fasci muscolari decorrono parallelamente alle vertebre lombari, fino ad incontrare, nella fossa iliaca, i fasci del muscolo iliaco. Passa, quindi, sotto il legamento inguinale, occupando la lacuna dei muscoli e convergendo in un robusto tendine che si inserisce nel piccolo trocantere del femore.
- Il muscolo iliaco ha forma di ventaglio ed origina dalla fossa iliaca e dall'ala dell’osso sacro. I fasci muscolari passano al di sotto del legamento inguinale, occupando la lacuna dei muscoli ed andando ad inserirsi sul tendine del muscolo grande psoas e quindi sul piccolo trocantere del femore.

## Azione
- Flette, adduce ed extraruota la coscia quando prende punto fisso sulla colonna e sul bacino.
- Flette e inclina dal proprio lato il tronco, e lo ruota dal lato opposto, quando prende punto fisso sul femore.

Alcune malattie addominali, come l'appendicite, possono provocare una contrazione involontaria dello psoas (psoite). Lo psoas può anche essere sede di ematoma in caso di diminuzione del potere coagulante del sangue, o di ascesso in caso di infezione delle ossa o dei dischi intervertebrali.

## Innervazione
Il muscolo ileopsoas è innervato, come il muscolo piccolo psoas, da rami del plesso lombare (nervo femorale).